# 1870 en arts plastiques
| Années des arts plastiques : 1867 - 1868 - 1869 - 1870 - 1871 - 1872 - 1873    |
| Décennies des arts plastiques : 1840 - 1850 - 1860 - 1870 - 1880 - 1890 - 1900 |

Cette page concerne l'année 1870 en arts plastiques.

## Œuvres
- La Promenade, tableau d'Auguste Renoir.

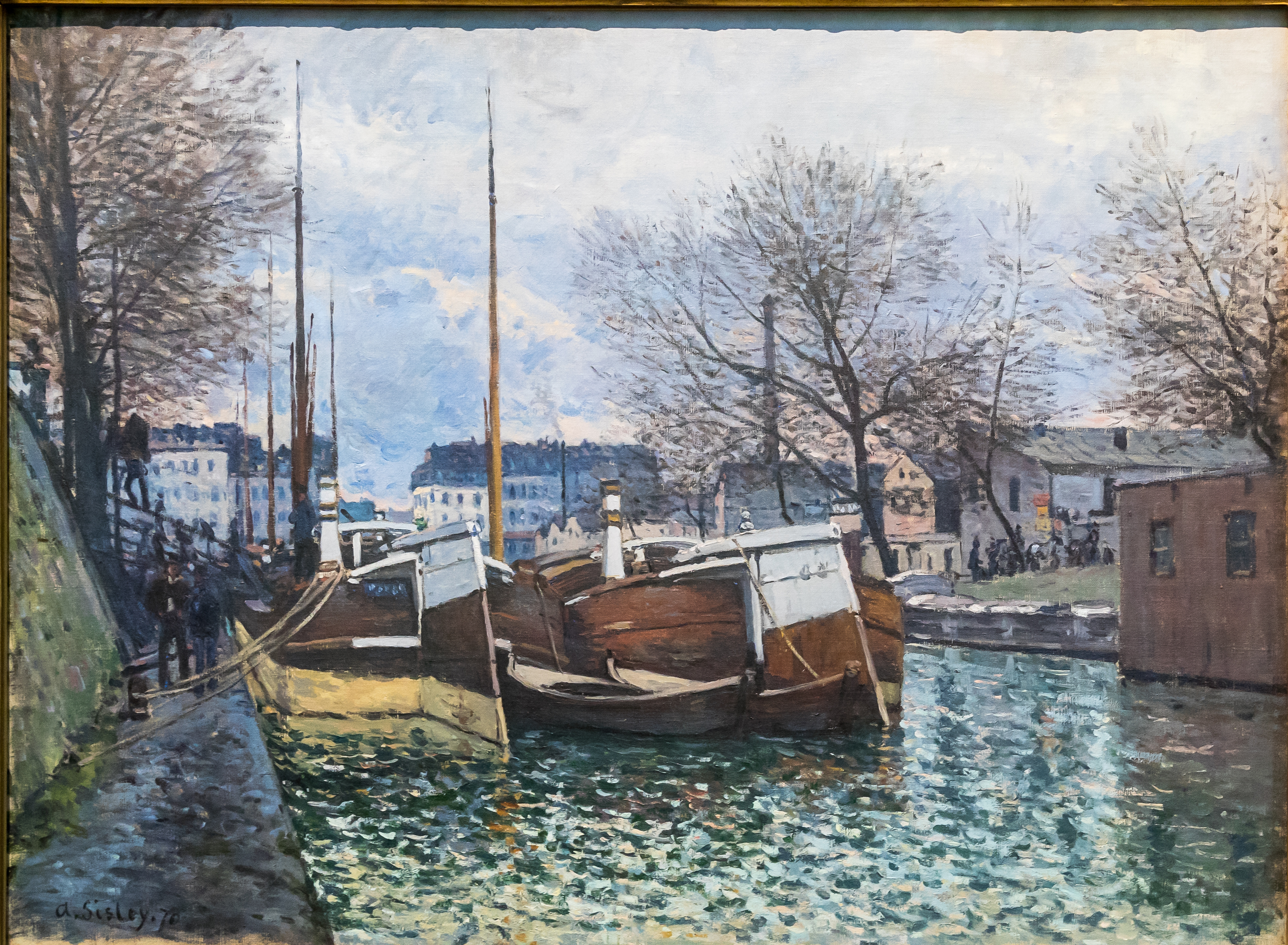
Péniches sur le canal Saint-Martin, d'Alfred Sisley.

- Rose Beuret en Mignon, sculpture d'Auguste Rodin.

## Naissances
- 10 janvier : Marie-Jeanne Brémond, peintre française († 27 juillet 1926),
- 18 janvier : Paul Albert Laurens, peintre français († 27 septembre 1934),
- 29 janvier : Arkadi Rylov, peintre russe puis soviétique († 22 juin 1939),
- 30 janvier : Pierre Bracquemond, peintre et dessinateur français († 29 janvier 1926),
- 7 février : Maurice Grün, peintre russe naturalisé français († 20 janvier 1947),
- 10 février : Tancrède Synave, peintre français († 1936),
- 12 février : Casimir Raymond, peintre français († 21 novembre 1965),
- 15 février : Fausto Eliseo Coppini, peintre italien († 7 juin 1945),
- 21 février : Charles Peccatte, peintre français († 3 mars 1962),
- 25 février : Gilbert Galland, peintre orientaliste français († 14 août 1950),
- ? février : Marie-Thérèse Dethan-Roullet, peintre française († octobre 1945),
- 3 mars : Charles Lacoste, peintre français († 1er mars 1959),
- 5 mars : Aladár Székely, photographe hongrois († 27 septembre 1940),
- 8 mars : Michel Simonidy, peintre, illustrateur, décorateur et affichiste roumain († 1933),
- 5 avril :
  - Henri Ferdinand Bellan, peintre français († 12 juillet 1922),
  - Henri Rudaux, peintre, lithographe, illustrateur et affichiste français († 14 novembre 1927),
- 6 avril : Henri Morisset, peintre français († 15 novembre 1956),
- 24 avril : János Thorma, peintre hongrois († 5 décembre 1937),
- 28 avril :
  - Cecil Aldin, peintre et illustrateur anglais († 6 janvier 1935),
  - Tony Minartz, peintre, dessinateur, illustrateur et graveur français († 13 décembre 1944),
- 30 avril : Victor Tardieu, peintre français († 12 juin 1937),
- 2 mai : Johann Georg van Caspel, peintre, architecte, illustrateur et affichiste néerlandais († 6 février 1928),
- 3-4 mai : Alexandre Benois, peintre russe († 9 février 1960),
- 5 mai : Ferdinand Luigini, graveur et peintre français († 31 janvier 1943),
- 7 mai : Raymond Tournon (père), peintre, illustrateur et affichiste français († 17 février 1919),
- 9 mai :
  - Hans Baluschek, peintre, illustrateur et écrivain allemand († 28 septembre 1935),
  - Eugène Brouillard, peintre français († 15 avril 1950),
- 14 mai : Marguerite Charrier-Roy, peintre française († 18 avril 1964),
- 15 mai : Giovanni Battista Ciolina, peintre italien († 29 mai 1955),
- 16 mai :
  - Marius Roux-Renard, peintre français († 1936),
  - Antonín Slavíček, peintre impressionniste austro-hongrois († 1er février 1910),
- 17 mai :
  - Paul-François Berthoud, peintre et graveur français († 1939),
  - André Dauchez, peintre, dessinateur et illustrateur français († 15 mai 1948),
- 4 juin : Octave Join-Lambert, archéologue et peintre français († 1er janvier 1956),
- 10 juin : Jules Chadel, peintre, dessinateur et graveur français († 16 décembre 1941),
- 11 juin : Jeanne Granès, peintre, dessinatrice, lithographe, enseignante et militante féministe française († 22 mars 1923),
- 20 juin :
  - Georges Dufrénoy, peintre post-impressionniste français († 9 décembre 1943),
  - Ignacio Zuloaga, peintre espagnol († 31 octobre 1945),
- 21 juin :
  - Antonio Dattilo Rubbo, peintre et professeur d'art italien puis australien († 1er juin 1955),
  - Julio Ruelas, peintre, graveur et illustrateur mexicain († 16 septembre 1907),
- 30 juin : Simon Bussy, peintre et pastelliste français († 22 mai 1954),
- 5 juillet : Pieter Dupont, aquarelliste, peintre, dessinateur, graveur, créateur de livres, pastelliste, designer et professeur néerlandais († 7 février 1911),
- 7 juillet : Albert Larteau, peintre français († 10 juillet 1949),
- 21 juillet : Emil Orlik, peintre, graveur, lithographe et illustrateur austro-hongrois puis allemand († 28 septembre 1932),
- 22 juillet :
  - Tita Gori, peintre italien († 24 mai 1941),
  - Augustin Hanicotte, peintre français († 11 août 1957),
- 27 juillet : Jean Peské, peintre et graveur français d'origine polonaise († 21 mars 1949),
- 1er août : Victor-Ferdinand Bourgeois, peintre et dessinateur français († 6 octobre 1957),
- 14 août :
  - Georges d'Espagnat, peintre, illustrateur et graveur français † 17 avril 1950),
  - Léon Fort, peintre français († 15 août 1965),
- 19 août : Louis Haas, peintre orientaliste français († 6 février 1923),
- 26 août : Lucien d'Eaubonne, sculpteur, peintre et graveur en médailles français († 27 juillet 1914),
- 1er septembre : Jan Dědina, peintre austro-hongrois puis tchécoslovaque († 14 janvier 1955),
- 18 septembre : Jacob Belsen, peintre, dessinateur, graveur, dessinateur, caricaturiste et illustrateur russo-letton († 29 septembre 1937),
- 20 septembre :
  - Matej Sternen, peintre austro-hongrois puis yougoslave († 28 juin 1949),
  - Louis Denis-Valvérane, peintre et illustrateur français († 11 avril 1943),
- 23 septembre : Tsuchiya Koitsu, artiste et peintre japonais de l’école Shin-Hanga († 13 novembre 1949),
- 25 septembre :
  - Octave Linet, peintre français († 9 novembre 1962),
  - Guillaume Seignac, peintre français († 2 octobre 1924),
  - Martha Stettler, peintre suisse († 16 décembre 1945),
- 3 octobre : Serafima Blonskaïa, peintre et professeur d'art russe puis soviétique († 9 août 1947),
- 16 octobre : Louis Nattero, peintre français († 10 novembre 1915),
- 20 octobre : Charles Frederick Goldie, peintre néo-zélandais († 11 juillet 1947),
- 31 octobre : Gustave Assire, peintre, aquarelliste et illustrateur français († 1941),
- 4 novembre : Eugeniusz Dąbrowa-Dąbrowski, peintre et architecte polonais († 23 novembre 1941),
- 6 novembre : Jean Coraboeuf, peintre et graveur français († 6 février 1947),
- 7 novembre : Constantin Artachino, peintre roumain d'origine kurde († 9 février 1954),
- 25 novembre : Maurice Denis, peintre, décorateur, graveur, théoricien et historien de l'art français († 13 novembre 1943).
- 10 décembre : Ferdynand Ruszczyc, peintre, imprimeur et scénographe polonais († 30 octobre 1936),
- 14 décembre : Italico Brass, peintre italien († 16 août 1943),
- ? :
  - Fernand Alkan-Lévy, peintre français († 1941),
  - Emmanuel Barcet, peintre, dessinateur, aquafortiste, affichiste et humoriste français († 1940),
  - Léon Bonhomme, peintre français († 28 août 1924),
  - Paul-Édouard Crébassa, peintre et lithographe français († 1912),
  - Guillaume Seignac, peintre français de l'École d'Écouen († 1924),
  - Valentine Val, peintre française († 1943).

## Décès
- 20 janvier :  Claude Soulary, peintre d'histoire français (° 15 octobre 1792),
- 15 mars : Jean-Victor Schnetz, peintre français (° 14 avril 1787),
- 23 mars : Jean-Charles Langlois, militaire et peintre français (° 22 juillet 1789),
- 26 mars : Raymond Quinsac Monvoisin, peintre français (° 31 mai 1790),
- 13 avril :  Anatole Dauvergne, peintre, journaliste, écrivain, historien et archéologue français (° 28 septembre 1812),
- 28 juillet : Elish Lamont, miniaturiste irlandaise (° entre 1800 et 1816),
- 6 août : Eugène Lepoittevin, peintre, graveur, illustrateur et caricaturiste français (° 31 juillet 1806),
- 11 septembre :
  - François-Barthélemy-Marius Abel, peintre français (° 28 février 1832),
  - Eugenio Lucas Velázquez, peintre espagnol (° 9 février 1817),
- 20 septembre : Nicola Palizzi, peintre italien (° 20 février 1820),
- 22 septembre : Louis Rémy Mignot, peintre américain d'origine française (° 3 février 1831),
- 3 novembre : Octave Penguilly L'Haridon, peintre, graveur et illustrateur français (° 4 avril 1811),
- 5 novembre : Louis Barbat, lithographe français (* 3 juillet 1795),
- 28 novembre : Frédéric Bazille, peintre français (° 6 décembre 1841),
- 8 décembre : Max Emanuel Ainmiller, peintre et maître-verrier bavarois (° 24 juillet 1802),
- 9 décembre : Louise-Joséphine Sarazin de Belmont, peintre paysagiste française (° 14 février 1790),
- 18 décembre : Feodor Dietz, peintre allemand (° 29 mai 1813),
- 31 décembre : Antonio Porcelli, peintre italien (° 1800),
- ? :
  - Achille Leonardi, peintre italien (° vers 1800).